# Halls of Montezuma: A Battle History of the U.S. Marine Corps
Halls of Montezuma: A Battle History of the U.S. Marine Corps — пошаговая стратегическая компьютерная игра, разработанная Strategic Studies Group в 1987 году для Apple II. Позднее игра была портирована на Commodore 64, Amiga, MS DOS и Apple IIGS.
Игра входит в серию игр Battlefront, которая основывается на разработанной Strategic Studies Group системой Battlefront Game System.

## Сюжет
Halls of Montezuma состоит из исторических битв с участием корпуса морской пехоты США и охватывает период с Американо-мексиканской войны до войны во Вьетнаме. Игра включает в себя сценарии следующих сражений: битва за Мехико (1847), битва за Белло (1918), битва за Окинаву (1945), Битва за Иводзиму (1945), Битва за Пусан (1950), Инчхонская десантная операция (1950), Битва за Хюэ (1958).

## Игра
Печатное, а также помещенное на диск, руководство позволяет игроку разобраться в том, как управлять многочисленными меню, которые управляют игрой. С игрой также предоставлялся полноценный графический редактор и редактор полей сражения.

## Отзывы
Рецензенты журнала Dragon Лессер, Хартли, Патрисия и Кирк поставили Halls of Montezuma 4 балла из 5. Иван Брукс из журнала Computer Gaming World поставил игре три с половиной звезды, похвалив
боевую систему Battlefront, но при этом отметив, что сценарию битвы за Мехико не хватает духа сражений XIX века.